# Rothia holli
Rothia holli är en fjärilsart som beskrevs av Charles Oberthür 1909. Rothia holli ingår i släktet Rothia och familjen nattflyn. Inga underarter finns listade.